# Grottes de Panhalakaji
Les grottes de Panhalakaji (en marathi : पन्हाळेकाजी लेणी) sont un ensemble de 30 grottes bouddhiques situées dans le district de Ratnagiri, dans l'État du Maharashtra, en Inde.

## Historique
Au IIIe siècle apr. J.-C., la secte hīnayāna commence à tailler le stūpa de l'actuelle grotte 5. Les grottes comportent des inscriptions en brahmi et en devanagari. Aux Xe et XIe siècles, une secte vajrayāna façonne la grotte 10 avec leurs divinités Akshobhya et Mahachandaroshana, et intensifie sa pratique religieuse dans la région. La vénération de Shiva et de Ganpatya sur le site commence sous le règne des Shilahara (en).

## Descriptif
Le site comprend plusieurs grottes remarquables :
- la grotte 10, dont le stūpa est orné d'une représentation de Maha-Chandraroshana, ce qui montre un lien avec d'autres sites bouddhiques antiques en Orissa ;
- la grotte 14 comporte des divinités de Nath Pantha ;
- la grotte 19 renferme un shivlinga ainsi que des écritures hindoues ;
- la grotte 29 a été utilisée par Nath Pantha et renommée « Gaur Lena ».

## Situation
Les grottes se trouvent le long de l'autoroute nationale 4 près de Dapoli (en). La gare la plus proche est à Khed (en).

## Images

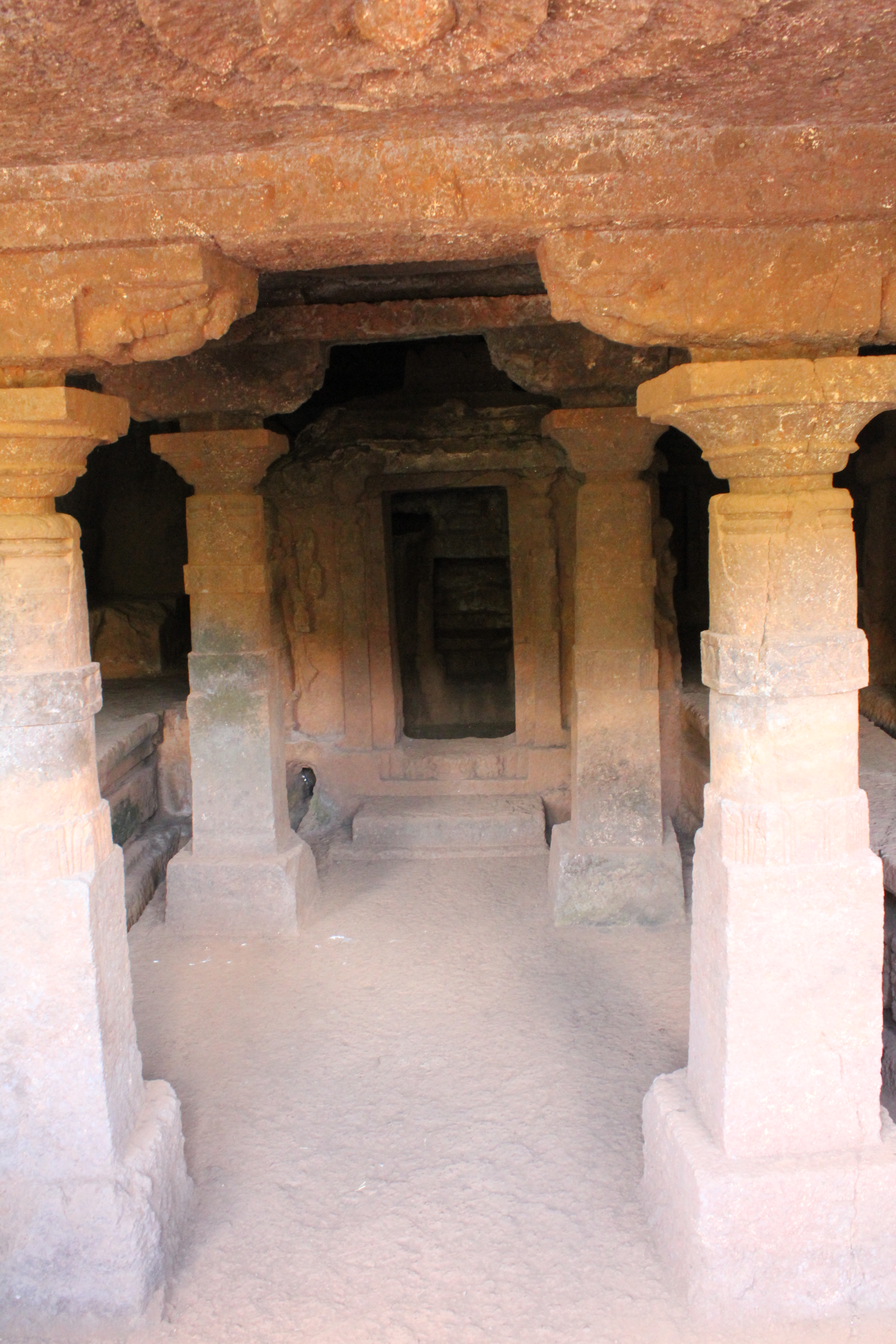
Des piliers
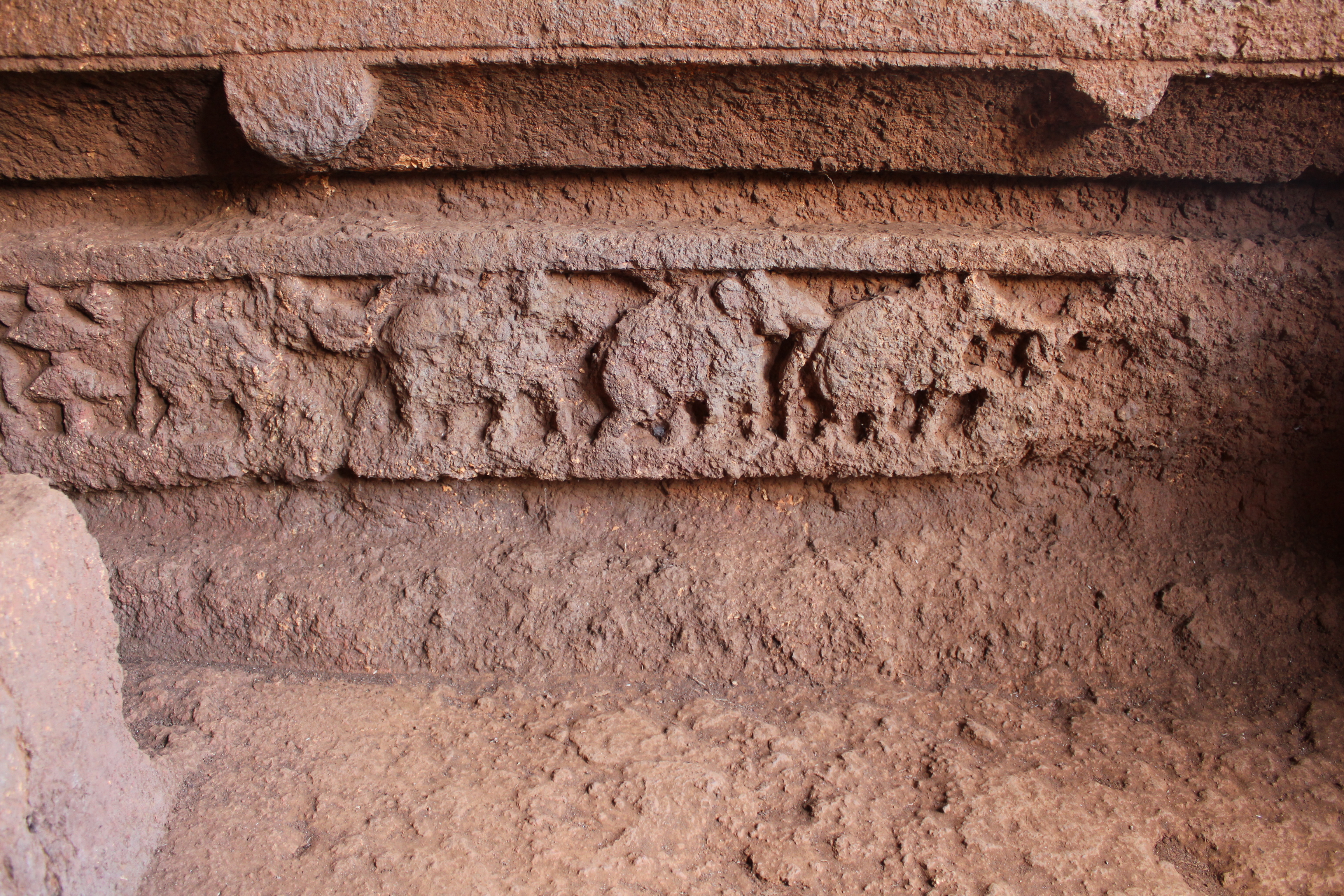
Une fresque représentant des éléphants